# Arena di Verona

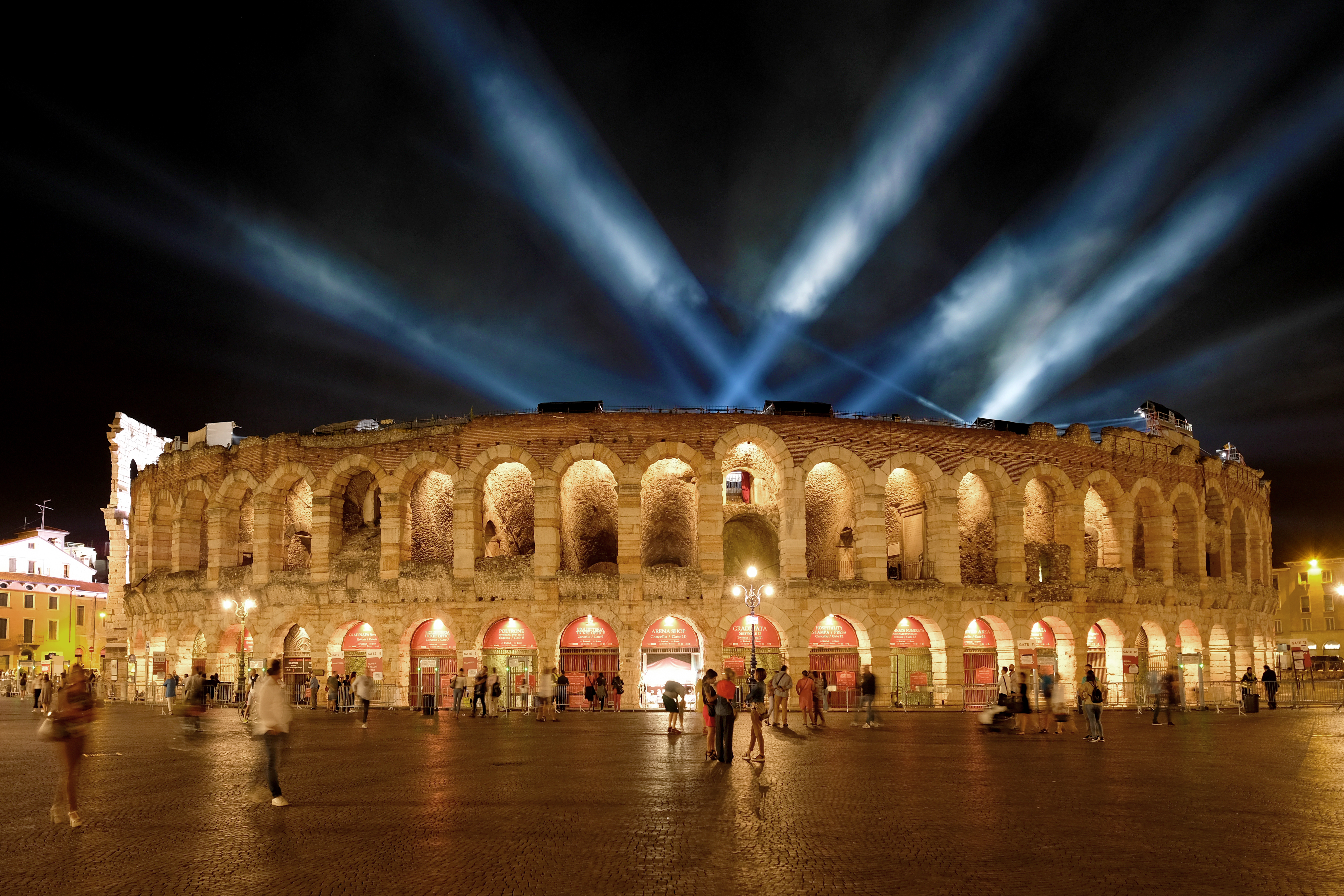
Verona Arena năm 2018

Arena Verona (tiếng Ý: Arena di Verona) là một hí trường La Mã tại Verona, Ý, nổi tiếng quốc tế với các màn trình diễn opera quy mô lớn. Nó là một trong những công trình cổ xưa được bảo quản tốt nhất.
Công trình này được xây dựng vào năm 30 trên một khu vực mà sau đó đã vượt ra ngoài bức tường thành phố. Các ludi (hiển thị và các trò chơi) đã tổ chức có quá nổi tiếng đến nỗi khán giả đến từ nhiều nơi khác rất xa đến đây xem. Công trình này có thể chứa đến hơn 30.000 khán giả trong thời cổ đại.
Các mặt tiền quanh của tòa nhà đã được ốp đá vôi trắng và hồng từ Valpolicella, nhưng sau khi một trận động đất lớn trong năm 1117 làm hư hại hoàn toàn vòng ngoài của cấu trúc, ngoại trừ phần gọi là "ALA", đá khu vực này đã được tái sử dụng trong các tòa nhà khác.
Nơi này sẽ được sử dụng làm địa điểm tổ chức Lễ bế mạc cho Thế vận hội Mùa đông 2026 và hai tuần sau sẽ được sử dụng cho Lễ khai mạc cho Thế vận hội Người khuyết tật Mùa đông 2026 ở Milan và Cortina d'Ampezzo.